# 汉园三诗人
汉园三诗人是指中国现代派诗群中三位杰出的现代主义代表诗人卞之琳、何其芳、李广田。
中国现代派诗群于1932年开始逐渐形成，1935年孙作云发表文章正式提出了现代派的概念。1936年卞之琳、何其芳和李广田出版了合集《汉园集》，收有卞之琳的《数行集》、李广田的《行云集》以及何其芳的《燕泥集》。
因此卞之琳、何其芳和李广田也被称为“汉园三诗人”。从诗歌流派分类上看，汉园三诗人属于中国现代派诗群。